# Horažďovice (zámek)
Horažďovice jsou hrad přestavěný na zámek v severozápadním cípu historického centra Horažďovic v okrese Klatovy. Od roku 1964 je chráněn jako kulturní památka. Rozsáhlý areál zámku severně od náměstí je majetkem města, je zde umístěno Městské muzeum, galerie, informační centrum, Dům dětí a mládeže, knihovna a také restaurace. Umělecky hodnotné prostory Velkého a Malého sálu jsou využívány pro kulturní a společenské akce.

## Historie

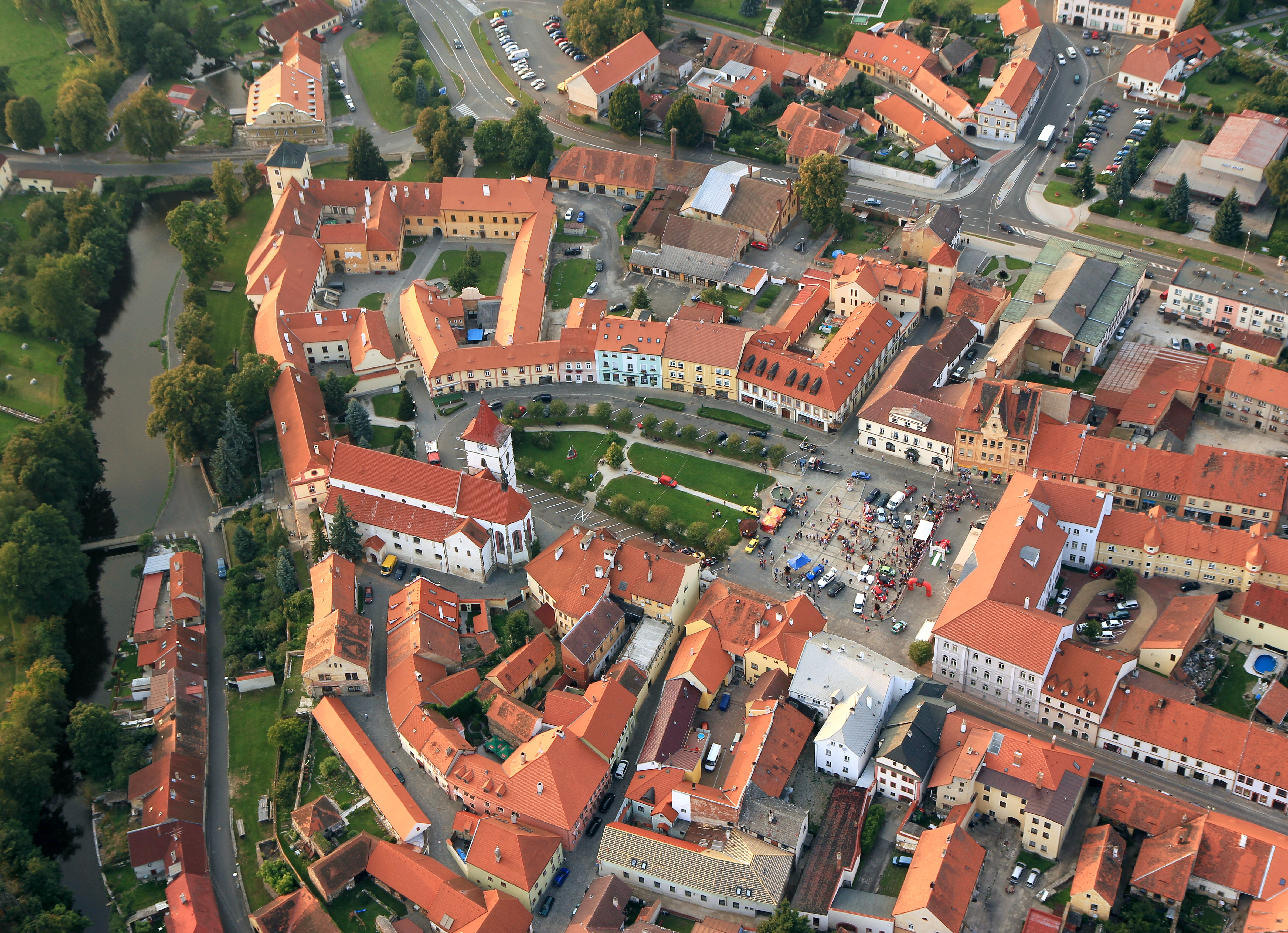
Zámecký areál na leteckém snímku (vlevo nahoře)

Počátky horažďovického hradu spadají do druhé poloviny 13. století, kdy patřily Bavorům ze Strakonic. Bavorové měli své hlavní sídlo v nedalekých Strakonicích a v Horažďovicích nechali postavit jen menší tvrz strategického významu. Zasloužili se však o povýšení Horažďovic na město (1292) a panství jim patřilo do roku 1389. Po nich se majiteli stali páni z Hradce, od kterých město získal Děpolt z Rýzmberka a od něj v roce 1459 bratři Jan a Racek z Kocova. Tehdy se Horažďovice po delší době staly sídlem panství a přestavbu tvrze na hrad inicioval Racek z Kocova. Ten se postavil na stranu Matyáše Korvína a škodil přívržencům krále Vladislava II. V letech 1477–1478 proto město obléhalo královské vojsko vedené strakonickým johanitou Janem ze Švamberka, dokud se Racek z Kocova nevzdal. Jan ze Švamberka město v roce 1483 koupil a vzápětí prodal Půtovi Švihovskému z Rýzmberka.
Švihovským z Rýzmberka patřily Horažďovice téměř 150 let a za jejich vlády došlo k přestavbě hradu na renesanční zámek. K největšímu rozšíření došlo za Děpolta Švihovského, který Horažďovice vlastnil v letech 1593–1616. Ten nechal postavit obytné budovy na hradbách, věž s arkádovým dvorem v severozápadním rohu areálu a vykoupil také několik měšťanských domů pro výstavbu nového křídla vysunutého směrem k náměstí. Děpoltův syn Ferdinand Karel Švihovský byl aktivním účastním stavovského povstání a Horažďovice mu byly zkonfiskovány. Při této příležitosti byl proveden odhad panství, který mimo jiné dokládá stavební úpravy zámku provedené na přelomu 16. a 17. století za Děpolta Švihovského.
Horažďovice se zámkem, pivovarem, mlýny, hospodářskými dvory a třinácti vesnicemi koupil v roce 1622 nejvyšší purkrabí Adam ze Šternberka za odhadní cenu bezmála 75 000 kop grošů míšeňských. Dva požáry města a události třicetileté války významně zasáhly i zámek. Adamův vnuk Václav Vojtěch vlastnil několik panství v Čechách a proslul jako aktivní stavebník. Kromě budování rodových sídel v Praze a okolí (Trojský zámek, Šternberský palác) věnoval svou pozornost i Horažďovicím a vedle financování oprav kostelů přistoupil k barokní přestavbě zámku. Za účasti italského architekta Salominiho získal zámek svou současnou podobu (1660–1692), tehdy vznikla také francouzská zahrada s glorietem a sochařskou výzdobou. Po Václavu Vojtěchovi vlastnila Horažďovice jeho manželka Klára Bernardina z Maltzanu († 1719) a poté jejich vnučka Marie Filipína Harrachová, provdaná Thun-Hohensteinová (1693–1763). Jako velmi mladá ovdověla a za svého nezletilého syna spravovala obrovský thunovský majetek v severních Čechách, o Horažďovice proto ztratila zájem.
V roce 1721 koupila Horažďovice od Marie Filipíny Thunové za 300 000 zlatých kněžna Marie Eleonora z Mansfeldu (1682–1747). Od jejího syna Jindřicha Pavla z Mansfeldu (1712–1780) koupil v roce 1748 Horažďovice hrabě Václav Maria Pötting, protože však nebyl schopen panství splatit, v roce 1752 jej přenechal zpět Mansfeldovi. Jindřich Pavel Mansfeld tehdy plánoval finančně náročnou přestavbu svého hlavního sídla v Dobříši a Horažďovice nakonec v roce 1755 definitivně prodal. Novou majitelkou se stala kněžna Marie Karolína z Löwenstein-Wertheimu (1718–1765), na horažďovickém zámku trvale sídlila a zemřela. Za ní také proběhly drobné stavební úpravy. Po Löwensteinech přešlo panství dědictvím na spřízněný rod Rummerskirchů, kteří v Horažďovích také trvale sídlili.
Od hraběte Karla z Rummerskirchu koupil Horažďovice 1834 za 400 000 zlatých kníže Rudolf Kinský a jeho potomstvo bylo posledním soukromým majitelem zámku. Knížata Kinští měli k dispozici řadu dalších sídel v Čechách (Budenice, Heřmanův Městec, Choceň), ale i v Horažďovicích příležitostně pobývali. Koncem 19. století patřilo k velkostatku kromě zámku 2 415 hektarů půdy, pivovar, cihelna a vápenka. Rozloha velkostatku byla zmenšena první pozemkovou reformou, zámek ale zůstal majetkem Kinských, v jeho části bylo od roku 1920 umístěno muzeum. Knížecí větev Kinských se hlásila k německé národnosti, takže její majetek byl v roce 1945 zkonfiskován.
Po roce 1945 se prostory muzea rozšířily do západního křídla, které dosud sloužilo jako obytné prostory pro příležitostné návštěvy Kinských. Další části zámku byly využity pro potřeby komunálních služeb (prádelna, čistírna), byly zde zřízeny také byty, mimo jiné tu měla zázemí i autoškola. Od konce sedmdesátých let 20. století byla většina zámku kvůli rozšíření dřevomorky domácí pro veřejnost uzavřena. Po roce 1989 došlo k zásadní rekonstrukci zámku, která probíhala v letech 1990–1996, v některých částech až do roku 2000. Zámek je majetkem města Horažďovice, sídlí zde Městské muzeum, galerie a informační centrum, Městská knihovna a soukromá restaurace. Renovované prostory Velkého a Malého sálu slouží kulturním akcím a společenským událostem (svatby, koncerty atd.).

## Stavební podoba
Hrad patřil mezi hrad bergfritového typu. Měl lichoběžníkový půdorys, jehož severní a západní hradba plynule navazovala na městské opevnění. V jihovýchodním nároží stál částečně dochovaný bergfrit a v protějším malý palác, po kterém zůstal jen sklep zaklenutý valenou klenbou. Původně východní hradba pravděpodobně tvoří nádvorní stěnu východního zámeckého křídla. Mladší gotické křídlo paláce vzniklo zvenčí podél západní hradby. V jeho severní části stojí obytná věž vybavená původně velkým arkýřem. Způsob opevnění na straně proti městu neznáme.
Současný zámek tvoří čtyři křídla pravděpodobně pozdně gotického původu, která obklopují vnitřní nádvoří. Po jeho obvodu vede renesanční arkádový ochoz na toskánských sloupech. Ve vstupním křídle se nachází raně barokní kaple.

## Galerie

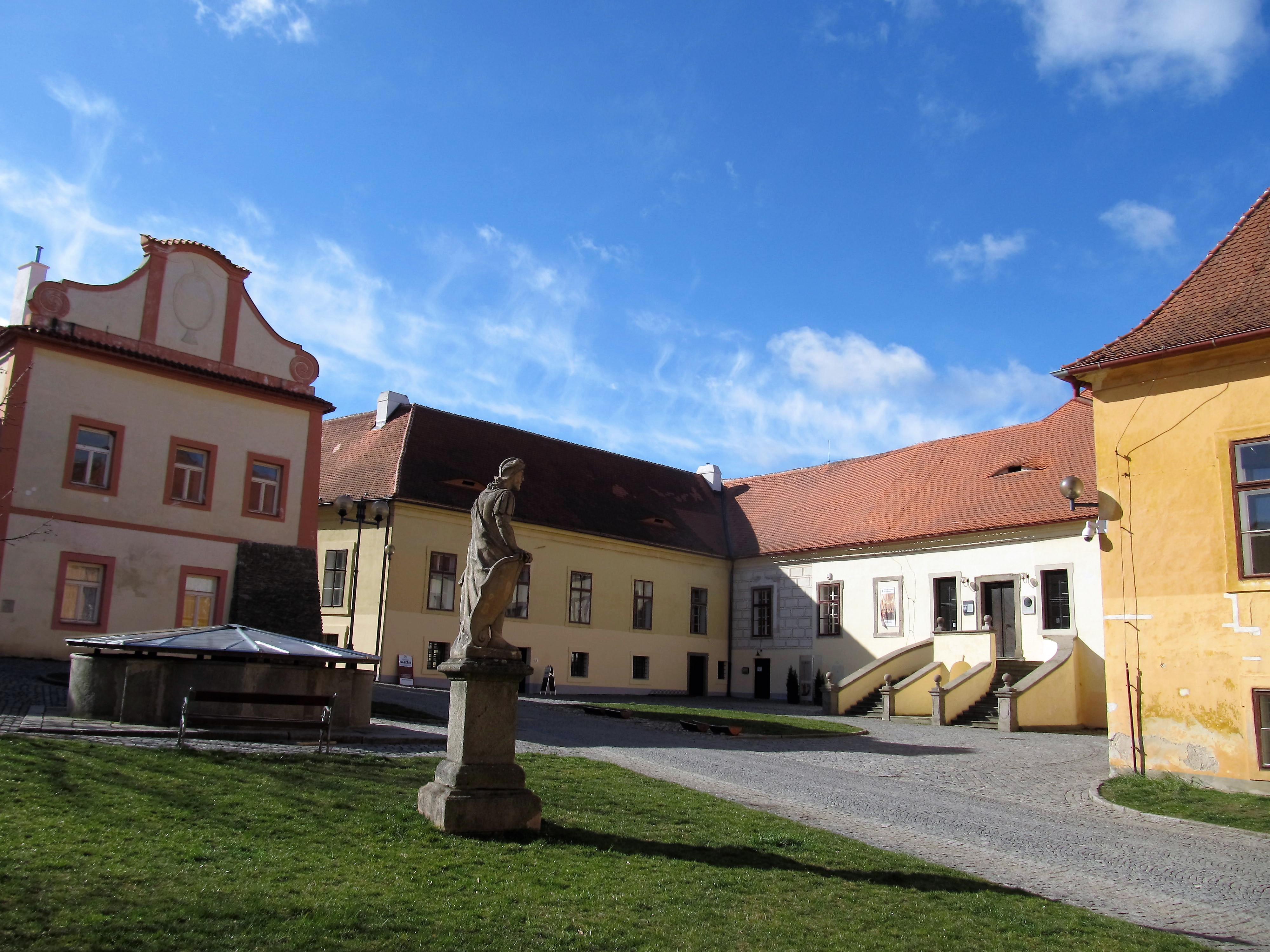
Nádvoří zámku se sochou antického vojáka
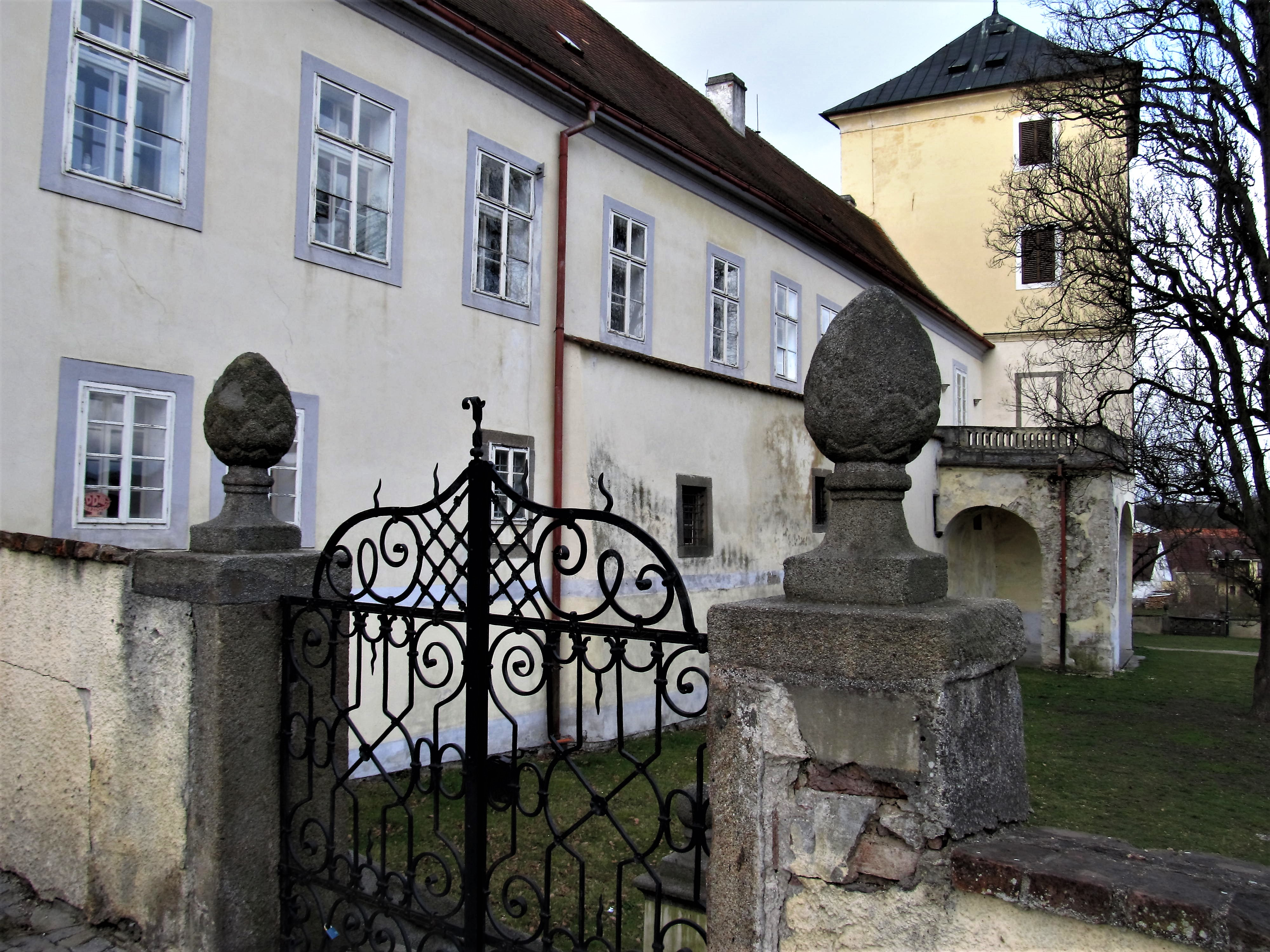
Severní křídlo zámku s renesanční věží
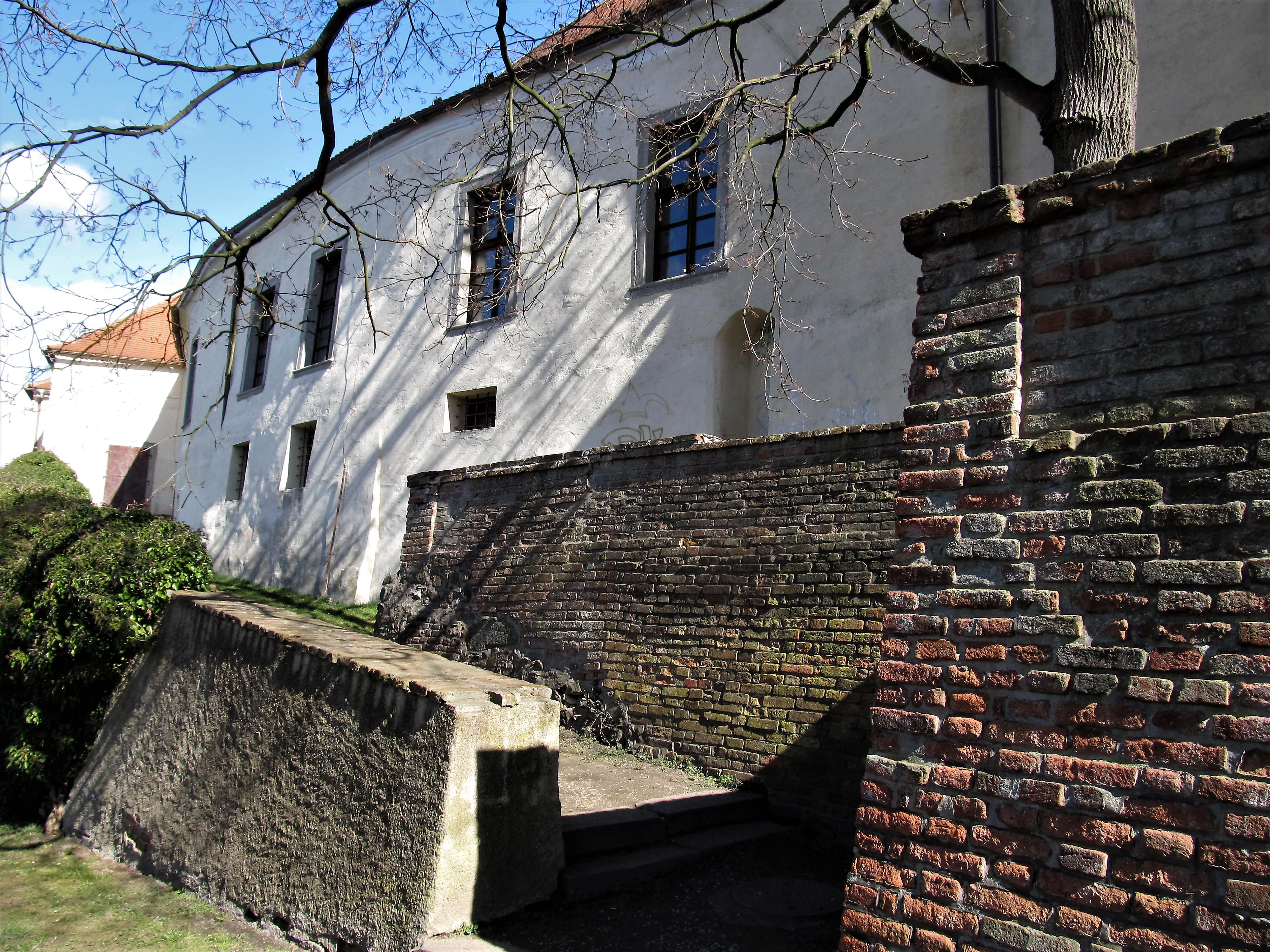
Západní křídlo zámku
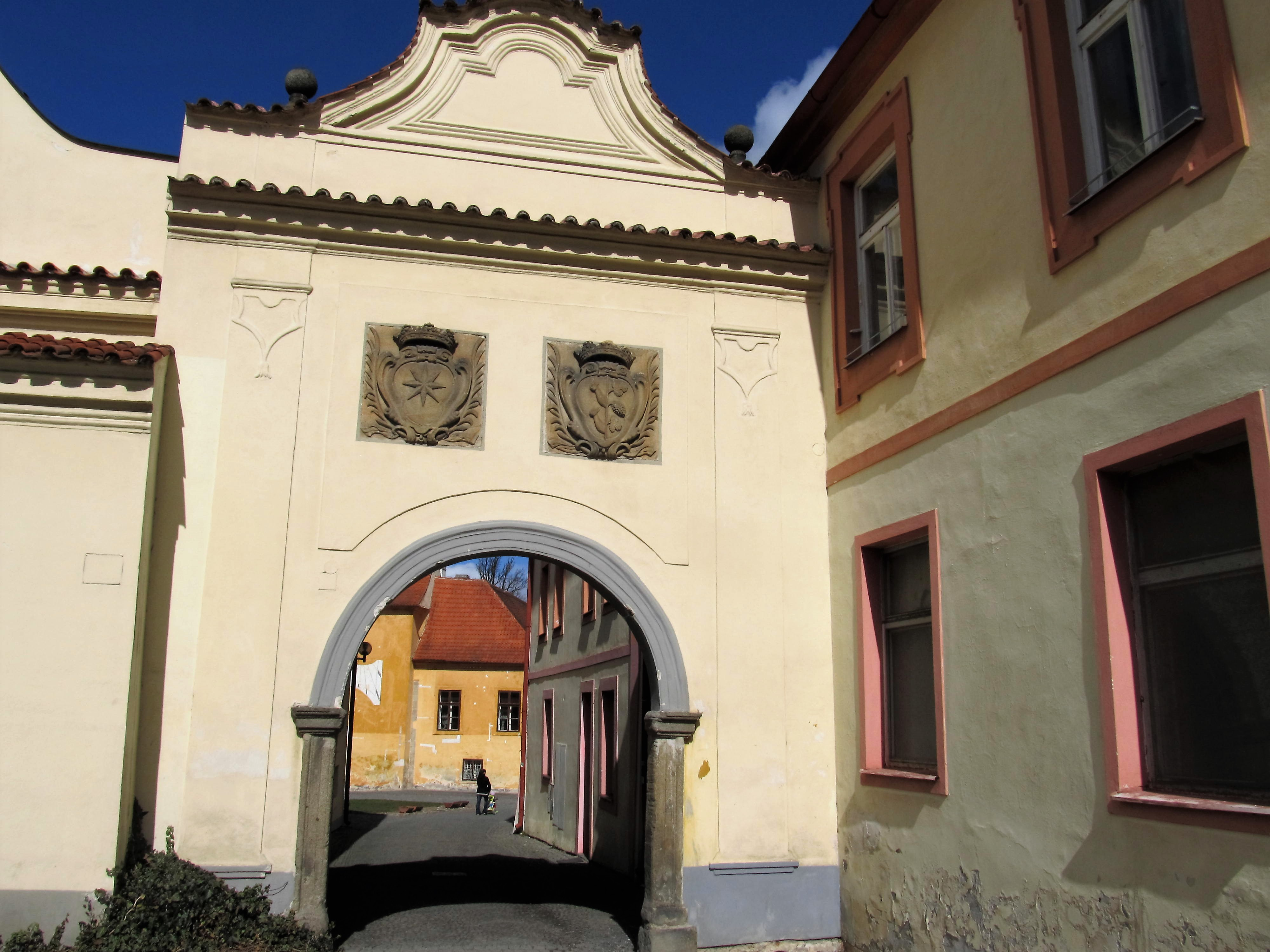
Vstupní brána do zámeckého areálu s erbem Šternberků a Maltzanů
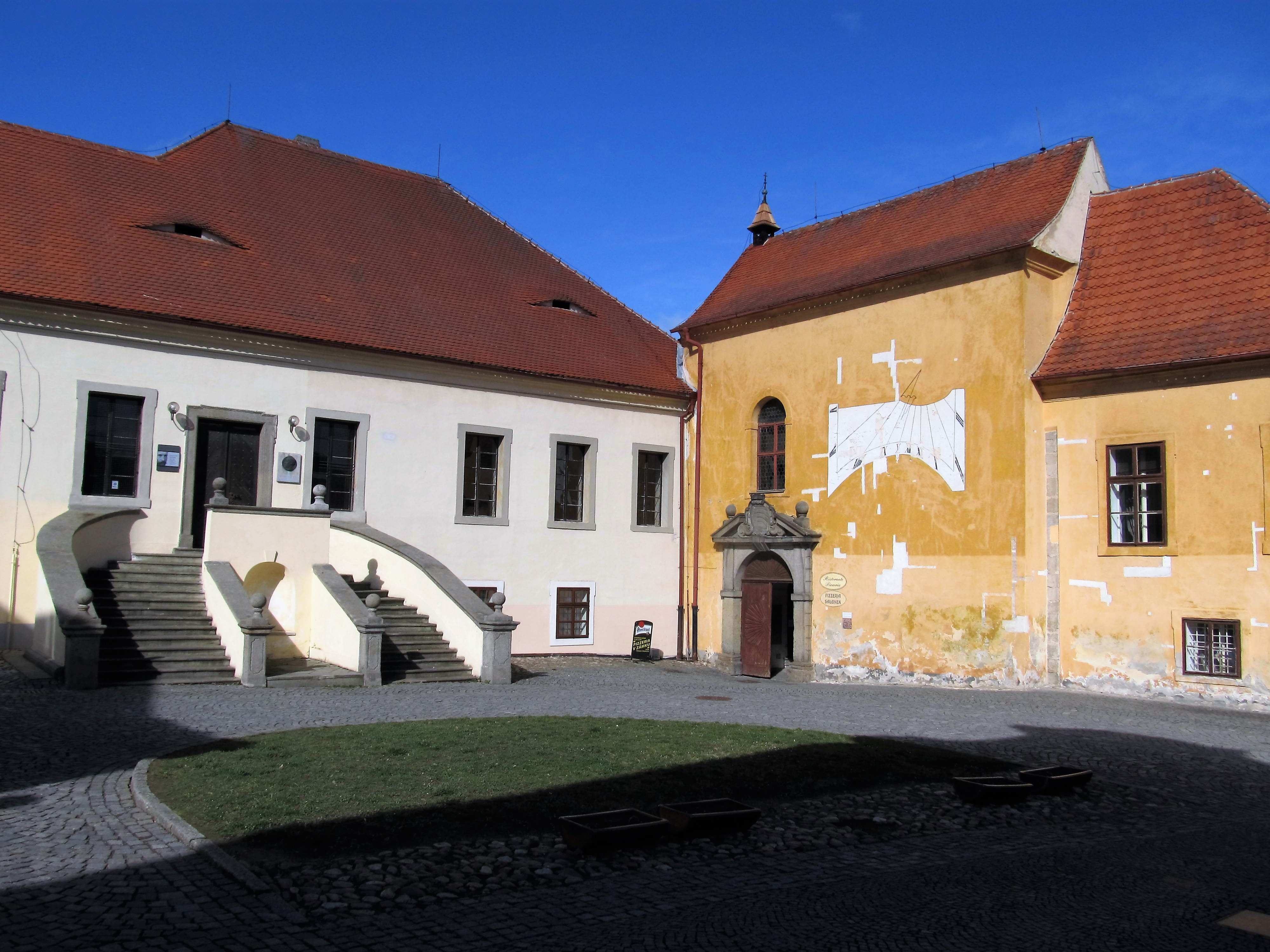
Nádvoří zámku se schodištěm do Velkého sálu
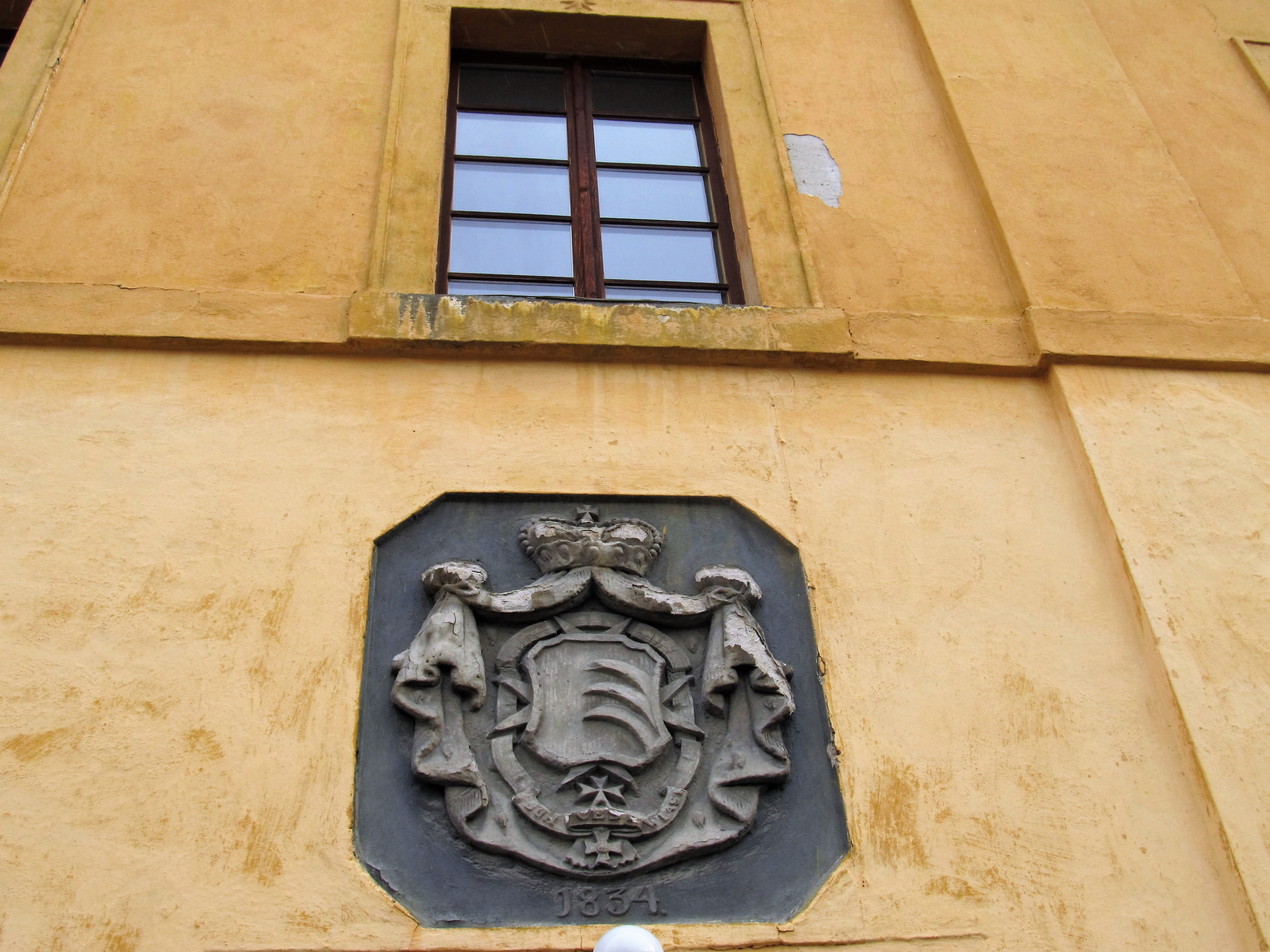
Erb Kinských na nádvoří zámku